# Rabe (powiat leski)
Rabe (Rabe ad Baligród; w latach 1977–1983 Karolów) – wieś w Polsce położona w województwie podkarpackim, w powiecie leskim, w gminie Baligród.
Wieś prawa wołoskiego w latach 1551-1600, położona w ziemi sanockiej województwa ruskiego. W latach 1975–1998 miejscowość należała administracyjnie do województwa krośnieńskiego.

## Historia

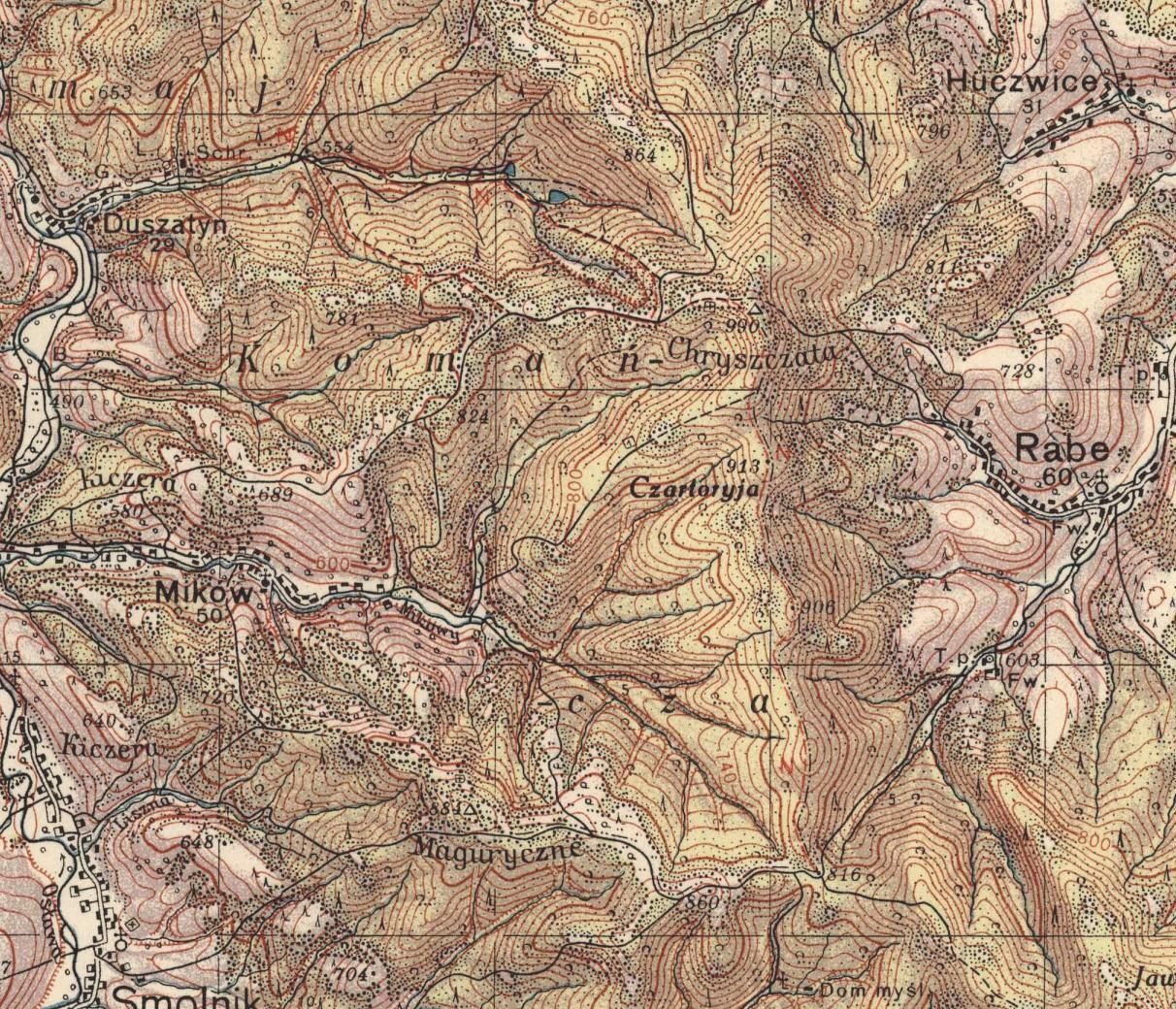
Duszatyn, Rabe i Mików na mapie z roku 1937

Dziedzicem Rabego był Jacek Fredro, ojciec Aleksandra Fredry. W 1848 w wyniku uwłaszczenia chłopów właścicielami ziemi i budynków we wsi zostali rolnicy mieszkający w Rabe. W połowie XIX wieku właścicielem posiadłości tabularnej w Rabe był Henryk Fredro.
W 1945 r. upowcy spalili tu żywcem 20 Ukraińców w tym kobiety i dzieci „za nieposłuszeństwo” i współpracę z Polakami.
Wieś została kompletnie spalona przez UPA w październiku 1946. W 1974 uzyskała status uzdrowiska ze względu na występujące tu unikatowe źródła mineralne ze śladami arsenu (np. wody Anna i Ignacy).
Wieś nazwana Karolów – w latach 1977–1983 (zmiana nastąpiła w 30. rocznicę śmierci gen. Karola Świerczewskiego, a potem została przywrócona nazwa Rabe.
W górnej części wsi, pod przełęczą Żebrak znajduje się czynna sezonowo od 1982 r. Studencka Baza Namiotowa Rabe prowadzona przez SKP Czwórka (SGGW).
Na wypale węgla drzewnego na terenie wsi Rabe rozgrywa się akcja filmu dokumentalnego Wypalony z 2007 roku.